# Acer
Acer Inc. (宏碁股份有限公司 hóng-qí gǔ-fèn yǒu-xiàn gōng-sī) (читається Ейсер) — тайванська компанія з виробництва комп'ютерної техніки і електроніки. Компанія виробляє широкий спектр продукції, включає настільні ПК, ноутбуки (класичні, 2-в-1, "трансформери" та Chromebook), планшети, сервери, пристрої зберігання даних, пристрої віртуальної реальності, дисплеї, смартфони та периферійні пристрої, а також ігрові ПК та аксесуари під брендами Predator та Nitro. Станом на вересень 2022 року Acer є п’ятим у світі виробником та постачальником ПК за обсягом продажів.
На початку 2000-х років компанія Acer запровадила нову бізнес-модель, змінивши вектор діяльності від виробництва до розробки дизайну, маркетингу та дистрибуції продуктів, делегувавши виробничі процеси контрактним виробникам. Наразі, крім основного бізнесу ІТ-продуктів, Acer також має бізнес-підрозділ, що спеціалізується на інтеграції хмарних сервісів і платформ, розробці носимих пристроїв та IoT.
Новітня стратегія Acer полягає у відкритті нових можливостей, виході на суміжні ринки та розвиток нових напрямків бізнесу. Зокрема таких як інтелектуальні рішення для медицини, моніторингу якості та очищення повітря, заощадження води та багато іншого.

## Історія

Логотип у 1990-х роках

Логотип з 2002 по 2011 рік

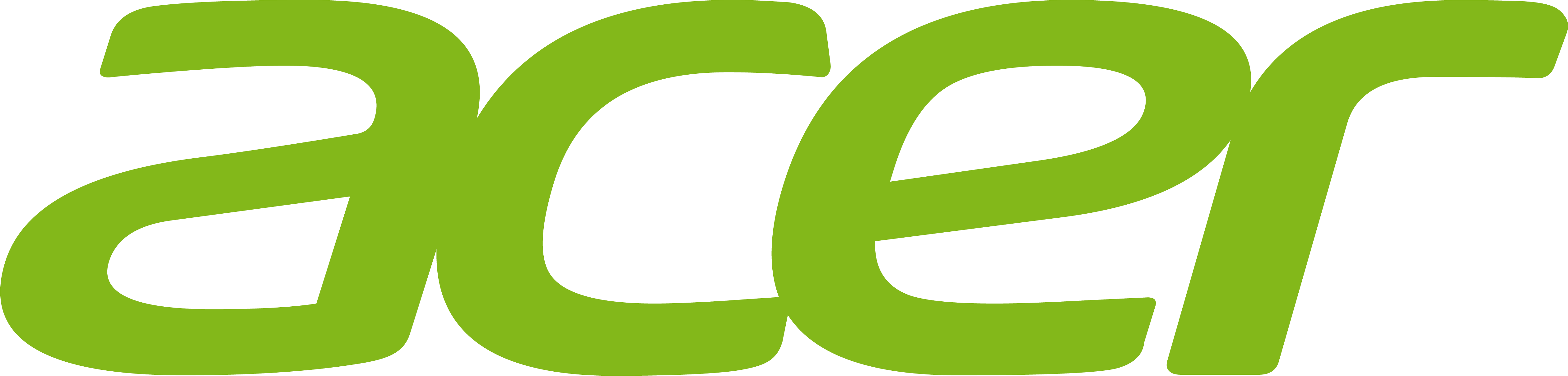
Логотип з 2011 року

У 1976 році Стен Ши разом із дружиною Каролін Йе та п'ятьма однодумцями заснував компанію Mulitech International. Початковий капітал фірми склав 25 тис. американських доларів. На початку діяльності в компанії працювало 11 осіб.
- У 1979 компанія сконструювала перший тайванський комп'ютер, призначений для експорту.
- У 1981 компанія створила 8-бітний процесор MicroProfessor-II.
- У 1985 компанія створила перший у світі 32-розрядний персональний комп'ютер, випередивши IBM[що?].
- З 1994 компанія входить до десятки найбільших постачальників ПК у світі.
- У 1997 Acer представила нову платформу під назвою X Computer. Головна мета — замість дорогої універсальної машини представити користувачеві кілька спеціалізованих пристроїв.
- У грудні 2001 року Acer оголошує про виділення підрозділу Acer Communications & Multimedia в окрему компанію під назвою BenQ, в 2006 році Acer продає акції BenQ, які йому належали.
- У березні 2008 р. оголошено, що Acer купує компанію E-Ten Information Systems (виробник комунікаторів Glofiish, які здобули широку популярність в Україні). Придбання компанії завершено в III кварталі 2008 р. Сума угоди оцінюється в $290 млн.
- У 2008 р. Acer виходить на ринок ігрових комп'ютерів з лінійкою настільних комп'ютерів Acer Aspire Predator.
- У лютому 2009 на виставці Mobile World Congress в Барселоні компанія представила свою першу продуктову лінійку комунікаторів (сама компанія називає пристрої смартфонами), вироблену ресурсами компанії E-TEN.
- У травні 2011 року на конференції Google I/O компанія Acer оголосила про випуск для продажу перших Хромбуків, а 15 червня 2011 почалися їх поставки.
- 2012 р. компанія була офіційним партнером Олімпійських ігор 2012 року в Лондоні в категорії «Комп'ютерне обладнання», та здійснила поставку приблизно 25 000 пристроїв.
- У 2017 р. Acer стала найбільшим корпоративним акціонером AOPEN Inc.
- У 2018 році на виставці IFA 2018 у Німеччині компанія представила свою першу ігрову кабіну Predator Thronos - комплексне рішення, що складається з регульованого ігрового крісла, стійок для кріплення моніторів та додаткових аксесуарів.
- У 2019 р. Acer представила суббренд ConceptD, що орієнтований на потреби представників творчих професій. Ноутбуки, монітори та настільні комп'ютери оптимізовані для таких робіт як дизайн, професійна обробка графіки та відео, моделювання 3D тощо. Ключовою особливістю ноутбуків та моніторів ConceptD є відтворення кольорів: пристрої сертифіковані Pantone і відображають 100% колірної гами Adobe RGB з показником точності кольору Delta E<2 або <1.
- У вересні 2019 р. Acer представила кіберспортивну платформу Planet9, що являє собою відкриту спільноту, яка дозволяє геймерам створювати свої команди, тренуватись, вдосконалювати навички та переймати досвід у тренерів. Відкрите бета-тестування Planet9 розпочалося у січні 2020 р.
- У 2020 р. Acer вперше проводить свою глобальну прес-конференцію Next@Acer, під час якої компанія анонсує нові пристрої, у онлайн форматі.
- У 2020 році представлена лінійка захищених згідно мілітарних стандартів ноутбуків та планшетів ENDURO, призначених для фахівців, які працюють у польових умовах.
- У 2020 р. Acer та Porsche Design представили іміджевий ноутбук Porsche Design Acer Book RS. В Україні ноутбук став доступним у 2021 році.
- 28 травня 2021 року компанія представила Chromebook 317 - перший у світі ноутбук з операційною системою  Chrome OS та 17-дюймовим екраном.
- У травні 2021 року Acer презентує технологію  SpatialLabs для пристроїв ConceptD, яка забезпечує перегляд стереоскопічного 3D зображення без окулярів[5].
- У травні 2022 р. компанія представила ігровий ноутбук Predator Helios 300 SpatialLabs Edition, що забезпечує перегляд стереоскопічного тривимірного зображення без окулярів чи інших додаткових аксесуарів[6].

## Діяльність
Acer розробляє і виробляє монітори, концентратори, комунікатори, дисководи, мережеві плати, клавіатури, оперативну пам'ять, ноутбуки, проектори. Станом на вересень 2022 року компанія налічує 7713 співробітників та веде діяльність у 40 країнах світу.
Заробіток в 2006 р. — $11156 млн (зростання у порівнянні з 2005 р. — 16%), чистий прибуток — $308,9 млн (зростання 21%). За 2006 рік Acer відвантажила для продажу близько 14 млн комп'ютерів — на 39% більше, ніж у 2005 році.
Консолідований прибуток корпорації Acer за 2007 р. — $14,07 млрд (зростання 25%). Підсумковий скуток включає прибуток за останні 2,5 місяці в 2007 р., отримані від дочірньої компанії Acer — Gateway (знаходиться в повній власності). Операційний прибуток корпорації за 2007 р. — $310,17 млн (зростання — 30%). Чистий прибуток — $394,65 млн.

## Визначні продуктові лінійки

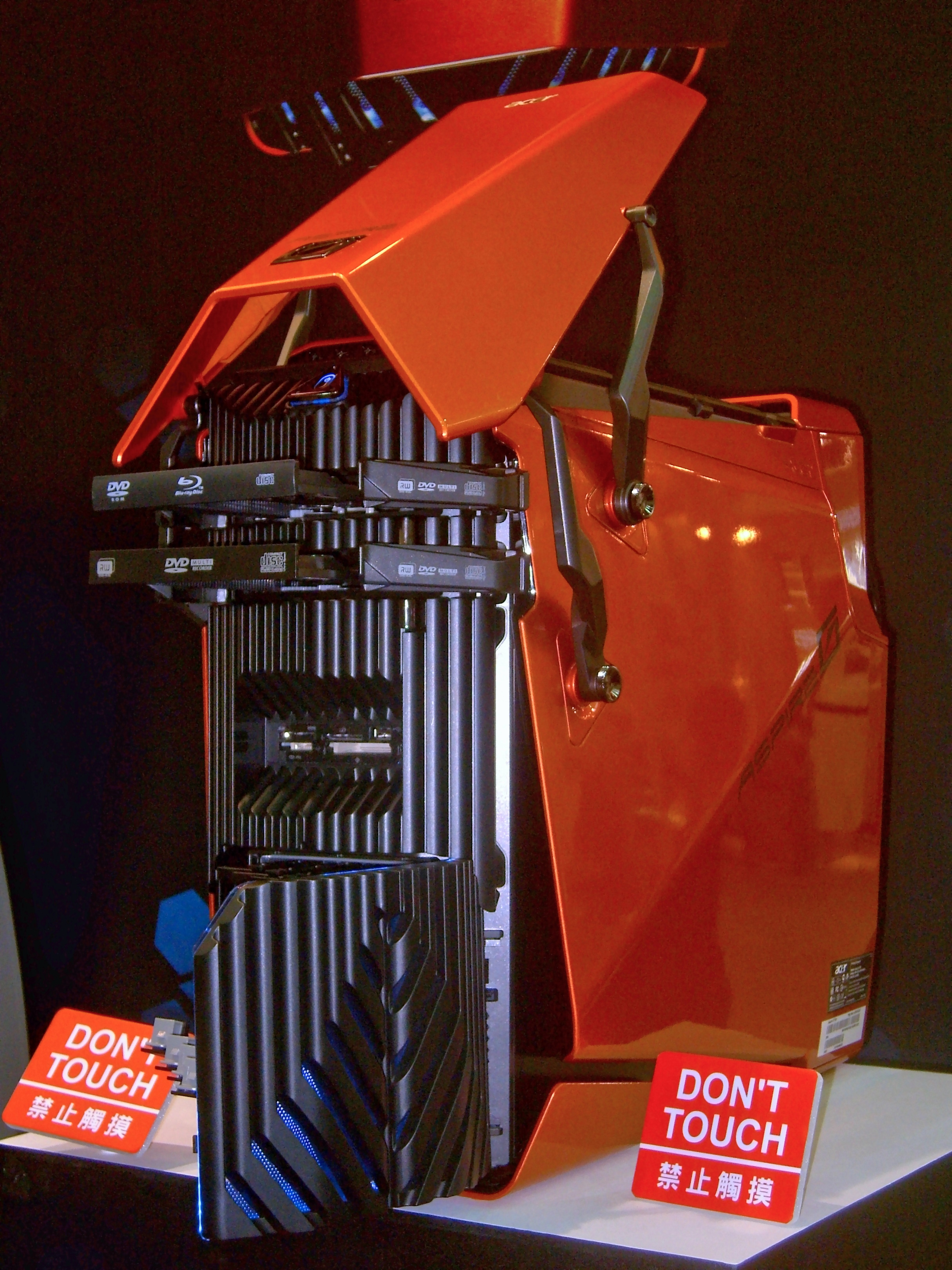
Acer Aspire G7700 Predator на виставці Computex (2008 рік)

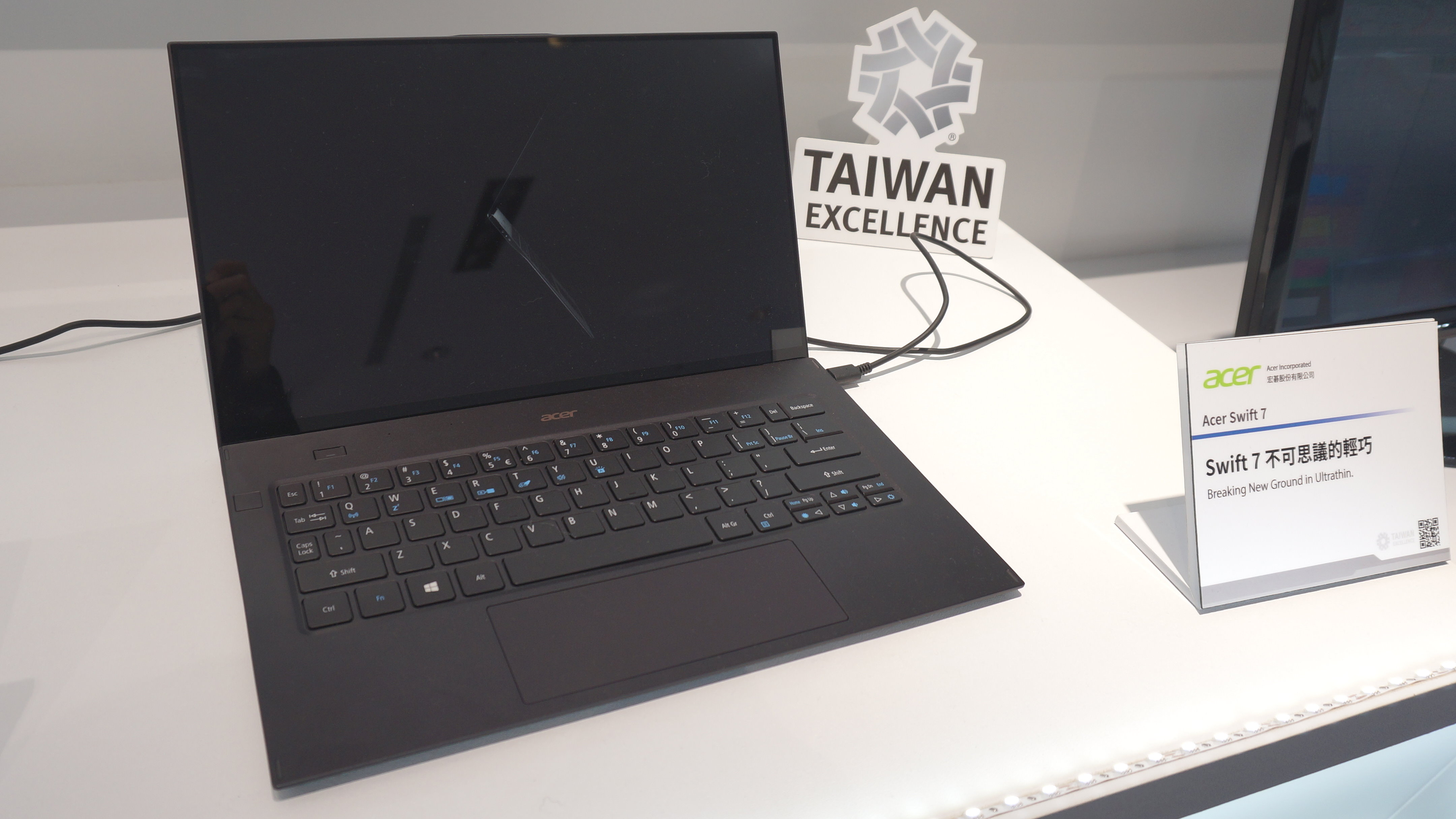
Ноутбук Acer Swift 7 (2020 рік)

- Acer Extensa - ноутбуки, орієнтовані на бізнес
- Acer Aspire – бюджетні ноутбуки, що призначені для повсякденного домашнього використання
- Acer TravelMate - легкі ноутбуки, орієнтовані на бізнес та корпоративний сектор
- Acer Nitro - ігрові ноутбуки та монітори початкового та середнього рівня
- Acer Predator – ігрові ноутбуки та настільні комп’ютери Acer середнього та високого класу
- Acer Swift – серія легких ультрапортативних ноутбуків середнього та високого класу
- Acer Spin - серія ноутбуків класу 2-в-1 для бізнесу та повсякденного використання
- Acer ConceptD - настільні ПК, ноутбуки та монітори, призначені для дизайну, рендерингу, моделювання та інших спеціалізованих творчих завдань
- Acer Veriton — високоякісні ПК для бізнесу
- Acer ENDURO – захищені ноутбуки та планшети для бізнесу та використання у несприятливих умовах
- Acer VERO – ноутбуки, ПК, монітори та аксесуари, що виготовлені із застосуванням переробленого пластику, який був у вжитку

## Нагороди[8]
Computex Design & Innovation щорічно з 2012 по 2019 рік, а також у 2021 році.
CES Innovations Honoree щорічно з 2012 по 2020 рік.
У 2022 р. нагородами CES Innovation Award було відзначено ігрові монітори Predator X32 та Predator X32 FP.
iF Design Award у 2012 році, а також щорічно з 2014 до 2021 року.
У 2021 р. нагородою IF Design Award відзначено ігровий ноутбук Predator Triton 300 SE та ігровий монітор Predator X34.
У 2022 р. нагородою IF Design Award  було відзначено ігровий проектор  Predator GD711.
Taiwan Excellence щорічно з 2013 по 2018 рік, а також у 2020 та 2021 роках.
У 2021 р. відзнаку TaiwanExcellence Award отримало ігрове крісло Predator Gaming Chair x OSIM та ігровий монітор Predator X34.
Good Design Award щорічно з 2013 по 2020 рік.
Red Dot Winner щорічно з 2013 по 2021 рік.
У 2021 р. нагородою Red Dot  Communication Award відзначений хмарний сервіс PLANET9.
У 2022 р. нагородами Red Dot Product Design Award були відзначені: ігровий монітор із увігнутим екраном Acer Nitro XR383CUR P, ігровий монітор Predator CG48 OLED, ігровий ПК Predator Orion 7000, ігрові монітори Predator X32 та Predator X32 FP.

## Захист довкілля
Компанії, що належать до групи Acer, 27 травня 2021р. приєдналися до ініціативи RE100, що передбачає повний перехід на відновлювану енергію до 2035р.

## Спонсорство
Наприкінці 2007 року компанія Acer підписала угоду з Міжнародним Олімпійським Комітетом, яке набирає чинності в 2009 р. Згідно з угодою, компанія стала спонсором Зимових Олімпійських ігор 2010 у Ванкувері та Олімпійських ігор 2012 в Лондоні.
У 2019 р. Acer та Ubisoft укладають спонсорську угоду, згідно якої ігровий бренд Acer Predator стає офіційним постачальником ПК та моніторів для змагань Rainbow Six Pro League.
У 2020 р. Acer уклав партнерську угоду з командою Формула-1 Alfa Romeo Racing ORLEN, згідно якої компанія набула статусу офіційного партнера та постачальника ноутбуків і моніторів.
З 2020 року бренд Acer Predator є спонсором кіберспортивної команди R8G eSports, яку створив та очолює гонщик Формули-1 Роман Грожан.

## Критика діяльності
Фонд вільного програмного забезпечення критикував Acer за продаж ноутбуків зі встановленою ОС Linux, яка виявлялася непрацездатною. Дистрибутив операційної системи Linpus, який використовувався, не мав драйверів для частини пристроїв, встановлених в ноутбуці. Зокрема модуля Wi-Fi і прикладних програм, наявних у більшості дистрибутивів.

## Acer в Україні
В Україні головний офіс Acer знаходиться у Києві.